# 莱斯·阿斯平
莱斯·阿斯平（1938年7月21日—1995年5月21日）是一位美国民主党政治人物，1971至1993年担任美国众议院威斯康辛州第一國會選區议员，1993至1994年担任第18任美国国防部长。

## 外部連結
- 美國國會國家人物傳記大辭典中的傳記
- 由華盛頓郵報維護的投票記錄
- 智慧投票计划中的傳記、投票紀錄及利益集團評級
- 聯邦選舉委員會中的競選財務報告和數據
- Marquette University's Les Aspin Center for Government （页面存档备份，存于）
- Les Aspin's biography on DefenseLink.mil （页面存档备份，存于）
- Interview about the MX missile for the WGBH series, War and Peace in the Nuclear Age
- 在Find a Grave上的莱斯·阿斯平
- C-SPAN內的頁面（英文）